# Cebu Provincial Detention and Rehabilitation Center
Das Cebu Provincial Detention and Rehabilitation Center (CPDRC) ist ein großes Hochsicherheitsgefängnis in Barangay Kalunasan, Cebu City, Cebu, Philippinen, mit ca. 1.600 Haftplätzen. Es wird vom Philippines Bureau of Corrections verwaltet.

## Culture of Discipline
Das Programm Culture of Discipline at CPDRC war zwischen 2005 und 2010 durch die CPDRC Dancing Inmates bekannt geworden. Dieses Programm basierte auf täglicher obligatorischer sportlicher Betätigung der Insassen (außer sehr alte und kranke Häftlinge). Hierbei entwickelten sich Choreografien, die durch Youtube bekannt wurden (teilweise 20 Mio. Aufrufe). Nennenswert ist hierbei In the Navy, YMCA, Michael Jacksons Thriller und der Pope dance anlässlich des Papstbesuchs 2015. Heutiger Choreograf ist Vince Rosales.